# Flettner Fl 282 Kolibri
Le Flettner Fl 282 Kolibri était un hélicoptère militaire de reconnaissance et d’observation réalisé par Anton Flettner en Allemagne pendant la Seconde Guerre mondiale.
Sa caractéristique principale était son système de propulsion et de sustentation constitué de deux rotors bipales engrenants dont les mâts placés en « V » étaient entraînés par une boîte de transmission commune.

## Caractéristiques techniques

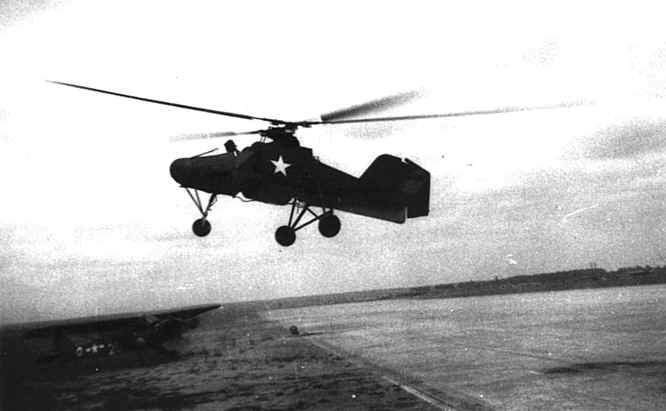
Exemplaire en vol avec des marquages américains

Sa construction avait commencé vraisemblablement en 1939 sur la base d’un prédécesseur nommé Fl 265. Le premier vol libre avait été réalisé le 30 octobre 1941 par le prototype Fl 282 V2. Le prototype V3 atteignit l’altitude de 3 800 mètres fin avril 1943.
Il avait été conçu pour évoluer à partir de bâtiments de la Marine. La version Fl 282 U devait même être mise en œuvre à partir de sous-marins (U-boot).
Une première fiche technique provisoire datée du 23 décembre 1943 fait état de deux variantes : les Fl 282 B-0 et Fl 282 B-1. Sur la version B-0, le siège du pilote n’était pas caréné alors que sur la version B-1, il était équipé d’une verrière en plexiglas. La cellule était composée de tubes métalliques tendus de toile. Le pilotage s’effectuait au moyen de commandes de pas collective et cyclique. Le passage du mode hélicoptère au mode gyroplane était manuel. En cas de panne moteur, le passage au mode gyroplane était automatique. La version embarquée possédait une soute à bombes emportant deux charges militaires de 5 kg chacune ainsi que des bouées fumigènes. Il était également équipé de boulons d’amarrage explosifs permettant un décollage rapide. Une version destinée à l’observation comportait un siège arrière, l’observateur étant adossé au mât rotor.

## Production
La Marine allemande avait testé plusieurs versions pour la lutte anti-sous-marine et la récupération d’équipages tombés en mer (notamment en Méditerranée à bord du poseur de mines Drache) et commandé au total 110 exemplaires mais ils ne furent pas construits pour cause de manque de capacités. Par la suite l’armée de Terre (Heer) voulut tout d’abord en acquérir jusqu’à 1 000 exemplaires en 1943 mais la Luftwaffe ne voulut pas bloquer les capacités de production pour d’autres matériels et la commande fut annulée à la fin de la même année. Seuls 26 exemplaires sont construits avant la destruction de l’usine à la suite des bombardements alliés.

## Après la guerre
Deux exemplaires furent transférés aux États-Unis comme prises de guerre et servirent à la société Kaman. La structure primaire et la boîte de transmission supérieure d’un troisième sont aujourd’hui exposées au Midland Air Museum de Coventry en Grande-Bretagne.